# Lista de canções creditadas à parceria Lennon e McCartney
Esta é uma lista de músicas creditadas a Lennon-McCartney enquanto integrantes da banda inglesa de rock The Beatles.
Embora todas as músicas abaixo tenham sido creditadas à dupla, algumas canções foram escritas individualmente por John Lennon ou por Paul McCartney.
| Álbum                                 | Ano  | Música                                                    | Compositor(es)        |
| ------------------------------------- | ---- | --------------------------------------------------------- | --------------------- |
| Please Please Me                      | 1963 | I Saw Her Standing There                                  | McCartney, com Lennon |
| Please Please Me                      | 1963 | Misery                                                    | Lennon e McCartney    |
| Please Please Me                      | 1963 | Ask Me Why                                                | Lennon, com McCartney |
| Please Please Me                      | 1963 | Please Please Me                                          | Lennon                |
| Please Please Me                      | 1963 | Love Me Do                                                | McCartney, com Lennon |
| Please Please Me                      | 1963 | P.S. I Love You                                           | McCartney             |
| Please Please Me                      | 1963 | Do You Want to Know a Secret                              | Lennon e McCartney    |
| Please Please Me                      | 1963 | There's a Place                                           | Lennon e McCartney    |
| With the Beatles                      | 1963 | It Won't Be Long                                          | Lennon, com McCartney |
| With the Beatles                      | 1963 | All I've Got to Do                                        | Lennon                |
| With the Beatles                      | 1963 | All My Loving                                             | McCartney             |
| With the Beatles                      | 1963 | Little Child                                              | Lennon e McCartney    |
| With the Beatles                      | 1963 | Hold Me Tight                                             | McCartney, com Lennon |
| With the Beatles                      | 1963 | I Wanna Be Your Man                                       | McCartney, com Lennon |
| With the Beatles                      | 1963 | Not a Second Time                                         | Lennon                |
| A Hard Day's Night                    | 1964 | A Hard Day's Night                                        | Lennon                |
| A Hard Day's Night                    | 1964 | I Should Have Known Better                                | Lennon                |
| A Hard Day's Night                    | 1964 | If I Fell                                                 | Lennon e McCartney    |
| A Hard Day's Night                    | 1964 | I'm Happy Just to Dance with You                          | Lennon e McCartney    |
| A Hard Day's Night                    | 1964 | And I Love Her                                            | McCartney             |
| A Hard Day's Night                    | 1964 | Tell Me Why                                               | Lennon                |
| A Hard Day's Night                    | 1964 | Can't Buy Me Love                                         | McCartney             |
| A Hard Day's Night                    | 1964 | Any Time at All                                           | Lennon                |
| A Hard Day's Night                    | 1964 | I'll Cry Instead                                          | Lennon                |
| A Hard Day's Night                    | 1964 | Things We Said Today                                      | McCartney             |
| A Hard Day's Night                    | 1964 | When I Get Home                                           | Lennon                |
| A Hard Day's Night                    | 1964 | You Can't Do That                                         | Lennon                |
| A Hard Day's Night                    | 1964 | I'll Be Back                                              | Lennon, com McCartney |
| Beatles for Sale                      | 1964 | No Reply                                                  | Lennon                |
| Beatles for Sale                      | 1964 | I'm a Loser                                               | Lennon                |
| Beatles for Sale                      | 1964 | Baby's in Black                                           | Lennon e McCartney    |
| Beatles for Sale                      | 1964 | I'll Follow the Sun                                       | McCartney             |
| Beatles for Sale                      | 1964 | Eight Days a Week                                         | Lennon e McCartney    |
| Beatles for Sale                      | 1964 | Every Little Thing                                        | McCartney             |
| Beatles for Sale                      | 1964 | I Don't Want to Spoil the Party                           | Lennon                |
| Beatles for Sale                      | 1964 | What You're Doing                                         | McCartney             |
| Help!                                 | 1965 | Help!                                                     | Lennon, com McCartney |
| Help!                                 | 1965 | The Night Before                                          | McCartney             |
| Help!                                 | 1965 | You've Got to Hide Your Love Away                         | Lennon                |
| Help!                                 | 1965 | Another Girl                                              | McCartney             |
| Help!                                 | 1965 | You're Going to Lose That Girl                            | Lennon, com McCartney |
| Help!                                 | 1965 | Ticket to Ride                                            | Lennon, com McCartney |
| Help!                                 | 1965 | It's Only Love                                            | Lennon, com McCartney |
| Help!                                 | 1965 | Tell Me What You See                                      | McCartney, com Lennon |
| Help!                                 | 1965 | I've Just Seen a Face                                     | McCartney             |
| Help!                                 | 1965 | Yesterday                                                 | McCartney             |
| Rubber Soul                           | 1965 | Drive My Car                                              | McCartney, com Lennon |
| Rubber Soul                           | 1965 | Norwegian Wood (This Bird Has Flown)                      | Lennon, com McCartney |
| Rubber Soul                           | 1965 | You Won't See Me                                          | McCartney             |
| Rubber Soul                           | 1965 | Nowhere Man                                               | Lennon                |
| Rubber Soul                           | 1965 | The Word                                                  | Lennon e McCartney    |
| Rubber Soul                           | 1965 | Michelle                                                  | McCartney, com Lennon |
| Rubber Soul                           | 1965 | Girl                                                      | Lennon, com McCartney |
| Rubber Soul                           | 1965 | I'm Looking Through You                                   | McCartney             |
| Rubber Soul                           | 1965 | In My Life                                                | Lennon                |
| Rubber Soul                           | 1965 | Wait                                                      | McCartney             |
| Rubber Soul                           | 1965 | Run for Your Life                                         | Lennon                |
| Revolver                              | 1966 | Eleanor Rigby                                             | McCartney, com Lennon |
| Revolver                              | 1966 | I'm Only Sleeping                                         | Lennon, com McCartney |
| Revolver                              | 1966 | Here, There and Everywhere                                | McCartney             |
| Revolver                              | 1966 | Yellow Submarine                                          | McCartney, com Lennon |
| Revolver                              | 1966 | She Said She Said                                         | Lennon                |
| Revolver                              | 1966 | Good Day Sunshine                                         | McCartney, com Lennon |
| Revolver                              | 1966 | And Your Bird Can Sing                                    | Lennon                |
| Revolver                              | 1966 | For No One                                                | McCartney             |
| Revolver                              | 1966 | Doctor Robert                                             | Lennon, com McCartney |
| Revolver                              | 1966 | Got to Get You into My Life                               | McCartney             |
| Revolver                              | 1966 | Tomorrow Never Knows                                      | Lennon                |
| Sgt. Pepper's Lonely Hearts Club Band | 1967 | Sgt. Pepper's Lonely Hearts Club Band                     | McCartney             |
| Sgt. Pepper's Lonely Hearts Club Band | 1967 | With a Little Help from My Friends                        | McCartney, com Lennon |
| Sgt. Pepper's Lonely Hearts Club Band | 1967 | Lucy in the Sky with Diamonds                             | Lennon                |
| Sgt. Pepper's Lonely Hearts Club Band | 1967 | Getting Better                                            | McCartney, com Lennon |
| Sgt. Pepper's Lonely Hearts Club Band | 1967 | Fixing a Hole                                             | McCartney             |
| Sgt. Pepper's Lonely Hearts Club Band | 1967 | She's Leaving Home                                        | McCartney, com Lennon |
| Sgt. Pepper's Lonely Hearts Club Band | 1967 | Being for the Benefit of Mr. Kite!                        | Lennon, com McCartney |
| Sgt. Pepper's Lonely Hearts Club Band | 1967 | When I'm Sixty-Four                                       | McCartney             |
| Sgt. Pepper's Lonely Hearts Club Band | 1967 | Lovely Rita                                               | McCartney             |
| Sgt. Pepper's Lonely Hearts Club Band | 1967 | Good Morning Good Morning                                 | Lennon                |
| Sgt. Pepper's Lonely Hearts Club Band | 1967 | Sgt. Pepper's Lonely Hearts Club Band (Reprise)           | McCartney             |
| Sgt. Pepper's Lonely Hearts Club Band | 1967 | A Day in the Life                                         | Lennon e McCartney    |
| Magical Mystery Tour                  | 1967 | Magical Mystery Tour                                      | McCartney, com Lennon |
| Magical Mystery Tour                  | 1967 | The Fool on the Hill                                      | McCartney             |
| Magical Mystery Tour                  | 1967 | Your Mother Should Know                                   | McCartney             |
| Magical Mystery Tour                  | 1967 | I Am the Walrus                                           | Lennon                |
| Magical Mystery Tour                  | 1967 | Hello, Goodbye                                            | McCartney             |
| Magical Mystery Tour                  | 1967 | Strawberry Fields Forever                                 | Lennon                |
| Magical Mystery Tour                  | 1967 | Penny Lane                                                | McCartney             |
| Magical Mystery Tour                  | 1967 | Baby You're a Rich Man                                    | Lennon e McCartney    |
| Magical Mystery Tour                  | 1967 | All You Need Is Love                                      | Lennon                |
| The Beatles                           | 1968 | Back in the U.S.S.R.                                      | McCartney             |
| The Beatles                           | 1968 | Dear Prudence                                             | Lennon                |
| The Beatles                           | 1968 | Glass Onion                                               | Lennon                |
| The Beatles                           | 1968 | Ob-La-Di, Ob-La-Da                                        | McCartney             |
| The Beatles                           | 1968 | Wild Honey Pie                                            | McCartney             |
| The Beatles                           | 1968 | The Continuing Story of Bungalow Bill                     | Lennon                |
| The Beatles                           | 1968 | Happiness Is a Warm Gun                                   | Lennon                |
| The Beatles                           | 1968 | Martha My Dear                                            | McCartney             |
| The Beatles                           | 1968 | I'm So Tired                                              | Lennon                |
| The Beatles                           | 1968 | Blackbird                                                 | McCartney             |
| The Beatles                           | 1968 | Rocky Raccoon                                             | McCartney             |
| The Beatles                           | 1968 | Why Don't We Do It in the Road?                           | McCartney             |
| The Beatles                           | 1968 | I Will                                                    | McCartney             |
| The Beatles                           | 1968 | Julia                                                     | Lennon                |
| The Beatles                           | 1968 | Birthday                                                  | Lennon e McCartney    |
| The Beatles                           | 1968 | Yer Blues                                                 | Lennon                |
| The Beatles                           | 1968 | Mother Nature's Son                                       | McCartney             |
| The Beatles                           | 1968 | Everybody's Got Something to Hide Except Me and My Monkey | Lennon                |
| The Beatles                           | 1968 | Sexy Sadie                                                | Lennon                |
| The Beatles                           | 1968 | Helter Skelter                                            | McCartney             |
| The Beatles                           | 1968 | Revolution 1                                              | Lennon                |
| The Beatles                           | 1968 | Honey Pie                                                 | McCartney             |
| The Beatles                           | 1968 | Cry Baby Cry                                              | Lennon                |
| The Beatles                           | 1968 | Revolution 9                                              | Lennon                |
| The Beatles                           | 1968 | Good Night                                                | Lennon                |
| Yellow Submarine                      | 1969 | Yellow Submarine                                          | McCartney, com Lennon |
| Yellow Submarine                      | 1969 | All Together Now                                          | McCartney             |
| Yellow Submarine                      | 1969 | Hey Bulldog                                               | Lennon                |
| Yellow Submarine                      | 1969 | All You Need Is Love                                      | Lennon                |
| Abbey Road                            | 1969 | Come Together                                             | Lennon                |
| Abbey Road                            | 1969 | Maxwell's Silver Hammer                                   | McCartney             |
| Abbey Road                            | 1969 | Oh! Darling                                               | McCartney             |
| Abbey Road                            | 1969 | I Want You                                                | Lennon                |
| Abbey Road                            | 1969 | Because                                                   | Lennon                |
| Abbey Road                            | 1969 | You Never Give Me Your Money                              | McCartney             |
| Abbey Road                            | 1969 | Sun King                                                  | Lennon                |
| Abbey Road                            | 1969 | Mean Mr. Mustard                                          | Lennon                |
| Abbey Road                            | 1969 | Polythene Pam                                             | Lennon                |
| Abbey Road                            | 1969 | She Came in Through the Bathroom Window                   | McCartney             |
| Abbey Road                            | 1969 | Golden Slumbers                                           | McCartney             |
| Abbey Road                            | 1969 | Carry That Weight                                         | McCartney             |
| Abbey Road                            | 1969 | The End                                                   | McCartney             |
| Abbey Road                            | 1969 | Her Majesty                                               | McCartney             |
| Let It Be                             | 1970 | Two of Us                                                 | McCartney             |
| Let It Be                             | 1970 | Dig a Pony                                                | Lennon                |
| Let It Be                             | 1970 | Across the Universe                                       | Lennon                |
| Let It Be                             | 1970 | Let It Be                                                 | McCartney             |
| Let It Be                             | 1970 | I've Got a Feeling                                        | McCartney, com Lennon |
| Let It Be                             | 1970 | One After 909                                             | Lennon                |
| Let It Be                             | 1970 | The Long and Winding Road                                 | McCartney             |
| Let It Be                             | 1970 | Get Back                                                  | McCartney             |
| Past Masters, Volume One              | 1988 | Love Me Do                                                | McCartney, com Lennon |
| Past Masters, Volume One              | 1988 | From Me to You                                            | Lennon e McCartney    |
| Past Masters, Volume One              | 1988 | Thank You Girl                                            | Lennon e McCartney    |
| Past Masters, Volume One              | 1988 | She Loves You                                             | Lennon e McCartney    |
| Past Masters, Volume One              | 1988 | I'll Get You                                              | Lennon e McCartney    |
| Past Masters, Volume One              | 1988 | I Want to Hold Your Hand                                  | Lennon e McCartney    |
| Past Masters, Volume One              | 1988 | This Boy                                                  | Lennon e McCartney    |
| Past Masters, Volume One              | 1988 | Komm, Gib Mir Deine Hand                                  | Lennon e McCartney    |
| Past Masters, Volume One              | 1988 | Sie Liebt Dich                                            | Lennon e McCartney    |
| Past Masters, Volume One              | 1988 | I Call Your Name                                          | Lennon, com McCartney |
| Past Masters, Volume One              | 1988 | I Feel Fine                                               | Lennon, com McCartney |
| Past Masters, Volume One              | 1988 | She's a Woman                                             | McCartney             |
| Past Masters, Volume One              | 1988 | Yes It Is                                                 | Lennon, com McCartney |
| Past Masters, Volume One              | 1988 | I'm Down                                                  | McCartney             |
| Past Masters, Volume Two              | 1988 | Day Tripper                                               | Lennon, com McCartney |
| Past Masters, Volume Two              | 1988 | We Can Work It Out                                        | McCartney, com Lennon |
| Past Masters, Volume Two              | 1988 | Paperback Writer                                          | McCartney, com Lennon |
| Past Masters, Volume Two              | 1988 | Rain                                                      | Lennon, com McCartney |
| Past Masters, Volume Two              | 1988 | Lady Madonna                                              | McCartney             |
| Past Masters, Volume Two              | 1988 | Hey Jude                                                  | McCartney             |
| Past Masters, Volume Two              | 1988 | Revolution                                                | Lennon                |
| Past Masters, Volume Two              | 1988 | Get Back                                                  | McCartney             |
| Past Masters, Volume Two              | 1988 | Don't Let Me Down                                         | Lennon                |
| Past Masters, Volume Two              | 1988 | The Ballad of John and Yoko                               | Lennon                |
| Past Masters, Volume Two              | 1988 | Across the Universe                                       | Lennon                |
| Past Masters, Volume Two              | 1988 | Let It Be                                                 | McCartney             |
| Past Masters, Volume Two              | 1988 | You Know My Name (Look up the Number)                     | Lennon, com McCartney |